# City Jet
City Jet oder Jet 400 ist die Bezeichnung eines Stahlachterbahnmodells des Herstellers Schwarzkopf GmbH. Sie ist nach Jet Star I, Jet Star II und Jet Star III das vierte Modell der Jet-Star-Reihe und zugleich das kürzeste Modell. Zurzeit ist nur noch eine Auslieferung in Betrieb: Bobsleigh in Parc de la Vallée.
Die 415 m lange Strecke erstreckt sich über eine Grundfläche von 23 m × 34,15 m und erreicht eine Höhe von 10,8 m. Es können maximal sechs Fahrzeuge eingesetzt werden, in denen jeweils sechs Personen hintereinander Platz nehmen können. Die Wagen werden durch einen elektrischen Spirallift in die Höhe transportiert, wobei sich die Antriebe dafür in den Wagen befinden. Maximal 1000 Personen pro Stunde können somit mit City Jet fahren. Die gesamte Anlage hat ein Gewicht von rund 73 t und hat einen Anschlusswert von 73 kW.

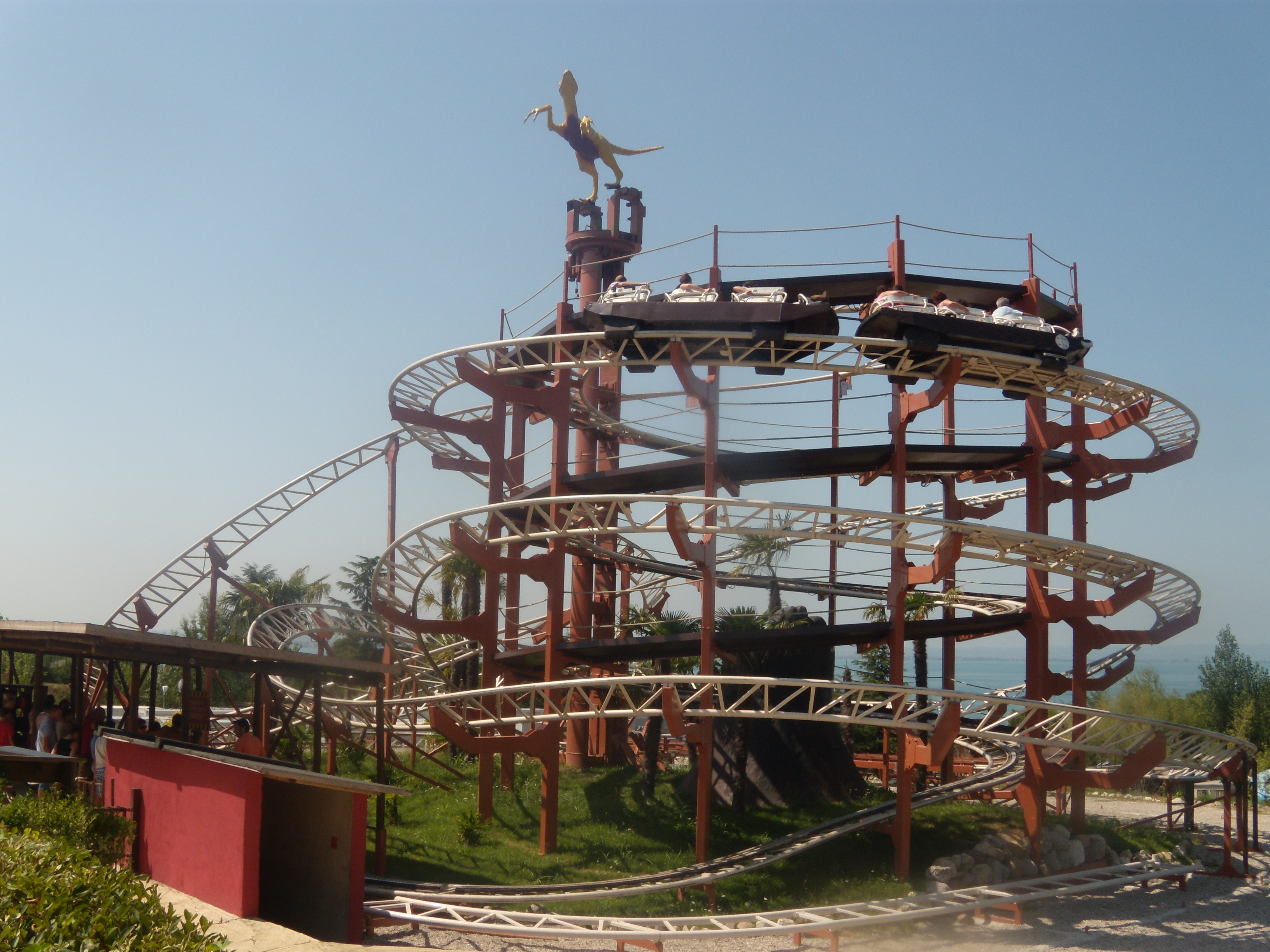
Brontojet im Movieland Park

## Standorte
| Achterbahn                   | Betreiber                                                | Land                                          | Eröffnung                           | Schließung                             |
| ---------------------------- | -------------------------------------------------------- | --------------------------------------------- | ----------------------------------- | -------------------------------------- |
| Bobsleigh Jumbo Jet City Jet | Parc de la Vallée Nigloland Drayton Manor Flevohof       | Frankreich Vereinigtes Königreich Niederlande | Mai 2018 1995 1981 1976 oder früher | 5. November 2017 1983 1976 oder später |
| Brontojet Slitherin' Viper   | Movieland Park Loudoun Castle Lightwater Valley          | Italien Vereinigtes Königreich                | 31. Juli 2010 20. Juli 2002 1996    | 2019 2004 2001                         |
| City Jet                     | All Star Adventures Gillian’s Wonderland Pier Steel Pier | Vereinigte Staaten                            | nie eröffnet 1976 unbekannt         | nie eröffnet 2004 unbekannt            |
| City Jet                     | Kid’s World                                              | Vereinigte Staaten                            | 1978 oder früher                    | 1987                                   |
| City Jet                     | Morey’s Piers                                            | Vereinigte Staaten                            | 1975                                | 1984                                   |
| City Jet                     | Shaheen’s Fun-O-Rama Park                                | Vereinigte Staaten                            | unbekannt                           | unbekannt                              |
| Frozen Jet Star              | Attrapark Sokolniki Park Drievliet Family Park           | Russland Niederlande                          | 2010–2012 2003 oder früher 1970er   | 2018–2019 2010–2012 1995               |
| Jet 400                      | 1982 World’s Fair                                        | Vereinigte Staaten                            | 1982                                | 1982                                   |
| Jet 400                      | Jolly Roger at the Pier                                  | Vereinigte Staaten                            | 1975–1976                           | 1980                                   |
| Zyklon                       | Gardaland                                                | Italien                                       | 1981                                | 1984                                   |